# فيشخابور
فيشخابور (بالكردية: پێشابوور، Pêşabûr) بلدة عراقية في ناحية رزكاري في قضاء زاخو، في محافظة دهوك في الحافة الشمالية الغربية من كردستان العراق، تشتهر المدينة بنقطة عبور دولية هامة تُسمى منفذ فيشخابور الحدودي حيث ملتقى الحدود الثلاثية بين العراق وسوريا وتركيا. سكان البلدة من الإيزيديين، والمسيح الذين ينتمون للكنيسة الكلدانية. ذكر جمال بابان في كتابه أن معنى فيش هو قَبْل ومعنى خابور هو اسم نهر الخابور الذي ينصب في نهر دجلة قريباً من بلدة فيشخابور.

## تاريخ
تم ربط المدينة بالمدينة الساسانية «بيروز شابور»، ويعتقد أن الاسم الحديث متأثر باسم المدينة الفارسية. إن أول ذكر للممستوطنة يقدر بأنه حصل في القرن الرابع بعد الميلاد عندما تم الاعتراف بها كقرية مسيحية. انضم سكانها إلى الكنيسة الكلدانية الكاثوليكية في ثلاثينيات القرن التاسع عشر (1830). 
خلال الإبادة الجماعية الآشورية، تعرضت البلدة لهجوم من قبل القوات غير النظامية الكردية المتحالفة مع العثمانيين، والتي خلفت مئات القتلى وأجبرت الباقي على الفرار إلى الموصل وألقوش. عاد معظم سكانها إلى قريتهم خلال الانتداب البريطاني على بلاد ما بين النهرين.
هُجِمَت القرية ثلاث مناسبات في وقت لاحق.  المرة الأولى أثناء مذبحة سميل في آب 1933 ، عندما تعرض مئات من سكانها الآشوريين لهجوم من قبل الجيش العراقي.
كانت المرة الثانية التي استهدفت فيها القرية خلال التمرد الكردي الأول في عام 1961 من قبل عشيرة السندي الكردية، التي أجبرت السكان على اللجوء إلى خانيك، القرية الشقيقة لفايشخابور عبر الحدود في سوريا، حتى عام 1975 عندما عادوا. بعد مرور عام واحد على إعادة فايشخابور، تعرضت للهجوم للمرة الثالثة عندما تم إجلاء سكانها قسراً من قبل الحكومة البعثية  فاستوطن في القرية العرب كجزء من حملات التعريب الخاصة بهم. واستمر مكوثهم حتى الانتفاضة الشعبانية عام 1991، ثم اُحتِلَت فيشخابور من قبل الأكراد، الذين لم يغادروا حتى عام 2005 عندما تم إعادة استيطانها في النهاية من قبل سكانها الأصليين الآشوريين في عام 2005.
فيشخابور اليوم جزء من إقليم كردستان.